# Moberly-Jourdain-incidenten
Moberly-Jourdain-incidenten, ett påstått fall av upplevd "tidsförskjutning", som inträffade i slottsträdgårdarna i Versailles i Frankrike den 10 augusti 1901.
Två engelska kvinnliga akademiker, Anne Moberly och Eleanor Jourdain, rektor respektive prorektor för St Hugh's College i Oxford, tyckte sig då för en stund förflyttas tillbaka till slutet av 1700-talet och iakttog flera dåtida personer, bl.a. drottning Marie-Antoinette.
Under själva incidenten förstod de inte vad som hände utan det var först senare som de kunde identifiera bl.a. drottningen. En man med mörk hy och grovt, frånstötande ansikte visade sig efter mycket forskning ha varit en nära vän till Marie-Antoinette, greve de Vaudreuil, som hade haft smittkoppor.
När de senare återvände till Versailles visade det sig också att lustslottet Petit Trianon såg annorlunda ut än vad de hade upplevt – deras minne stämde med 1700-talets byggnad, och att ett lusthus som de sett inte existerade – men hade gjort det på 1700-talet.
Naturligtvis är det omöjligt att säga vad som verkligen hände; kanske drabbades damerna av solsting, kanske var det ett påhitt för att driva med godtrogna bekanta, kanske såg de någonting som vi idag inte kan förklara.